# Franjo Vladić
Franjo Vladić (19. října 1950, Mostar – 18. června 2024, Mostar) byl jugoslávský fotbalista chorvatské národnosti z Bosny a Hercegoviny, záložník. 

## Fotbalová kariéra
Začínal v jugoslávské lize za FK Velež Mostar. Dále hrál v Řecku za Panachaiki FC a AEK Athény. V Poháru mistrů evropských zemí nastoupil ve 2 utkáních a dal 1 gól, v Poháru vítězů pohárů nastoupil ve 4 utkáních a v Poháru UEFA nastoupil v 10 utkáních a dal 2 góly. Za reprezentaci Jugoslávie nastoupil v letech 1972–1977 ve 24 utkáních a dal 3 góly. Na Mistrovství světa ve fotbale 1974 byl členem jugoslávské reprezentace, ale v utkání nenastoupil. Byl členem jugoslávské reprezentace na Mistrovství Evropy ve fotbale 1976, nastoupil v obou utkáních.

## Ligová bilance
| Ročník                          | Zápasy | Góly | Klub              |
| ------------------------------- | ------ | ---- | ----------------- |
| Jugoslávská Prva liga 1968/1969 | 8      | 2    | FK Velež Mostar   |
| Jugoslávská Prva liga 1969/1970 | 34     | 8    | FK Velež Mostar   |
| Jugoslávská Prva liga 1970/1971 | 32     | 8    | FK Velež Mostar   |
| Jugoslávská Prva liga 1971/1972 | 33     | 13   | FK Velež Mostar   |
| Jugoslávská Prva liga 1972/1973 | 20     | 3    | FK Velež Mostar   |
| Jugoslávská Prva liga 1973/1974 | 31     | 4    | FK Velež Mostar   |
| Jugoslávská Prva liga 1974/1975 | 33     | 14   | FK Velež Mostar   |
| Jugoslávská Prva liga 1975/1976 | 32     | 5    | FK Velež Mostar   |
| Jugoslávská Prva liga 1976/1977 | 24     | 4    | FK Velež Mostar   |
| Jugoslávská Prva liga 1977/1978 | 5      | 4    | FK Velež Mostar   |
| Jugoslávská Prva liga 1978/1979 | 29     | 4    | FK Velež Mostar   |
| Řecká Superliga 1979/1980       | 8      | 0    | Panachaiki FC     |
| Řecká Superliga 1980/1981       | 21     | 22   | AEK Athény        |
| Jugoslávská Prva liga 1981/1982 | 33     | 3    | Partizan Bělehrad |
| Jugoslávská Prva liga 1982/1983 | 30     | 4    | FK Velež Mostar   |
| Jugoslávská Prva liga 1983/1984 | 13     | 4    | FK Velež Mostar   |
| Jugoslávská Prva liga 1984/1985 | 4      | 0    | FK Velež Mostar   |
| CELKEM 1. jugoslávská liga      | 361    | 80   |                   |
| CELKEM Řecká Superliga          | 29     | 2    |                   |